# شاي لبرادور

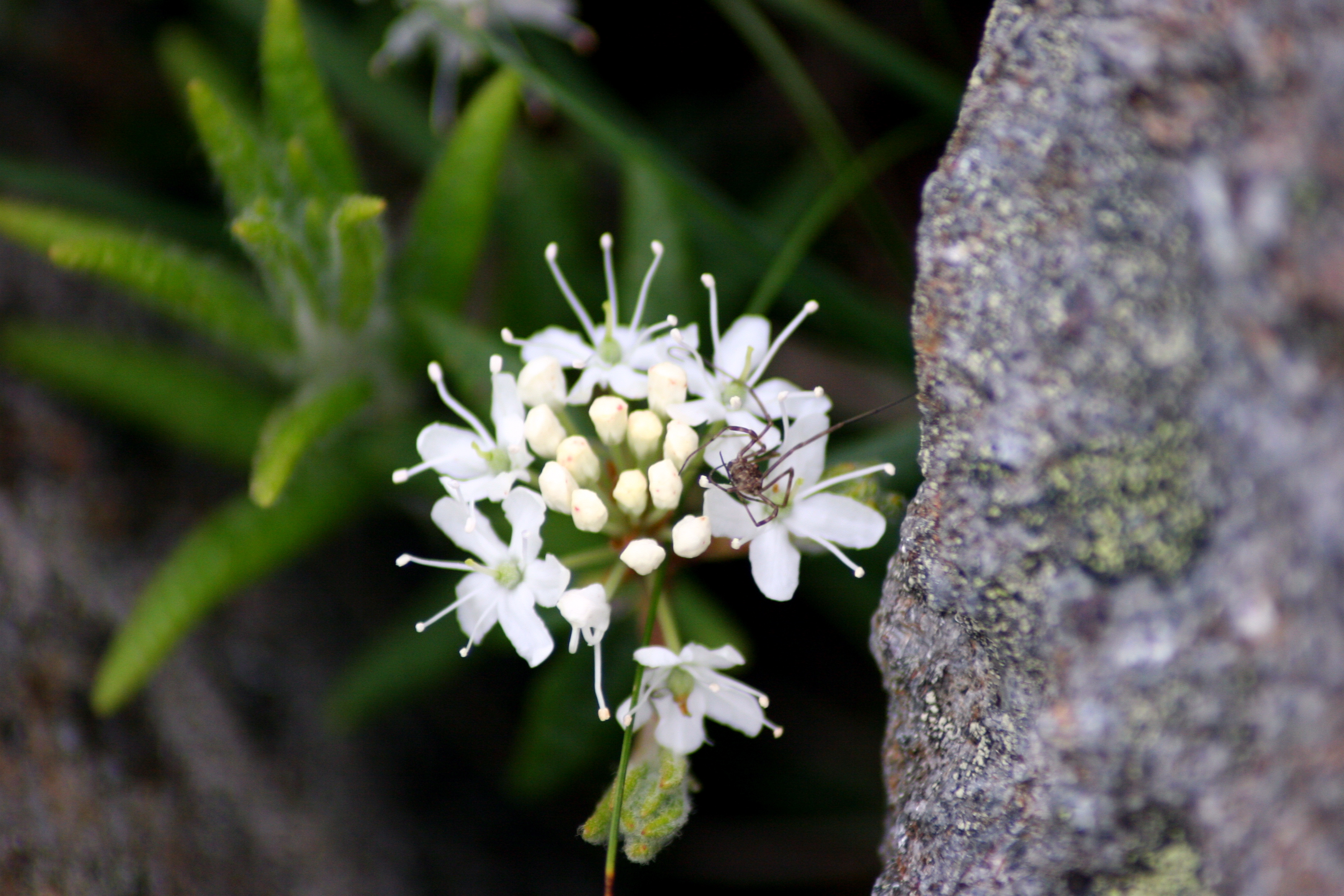
لقطة مقرّبة لزهرة النبتة، توجد في منطقة ألباين في شمالي نيوهامبشاير.

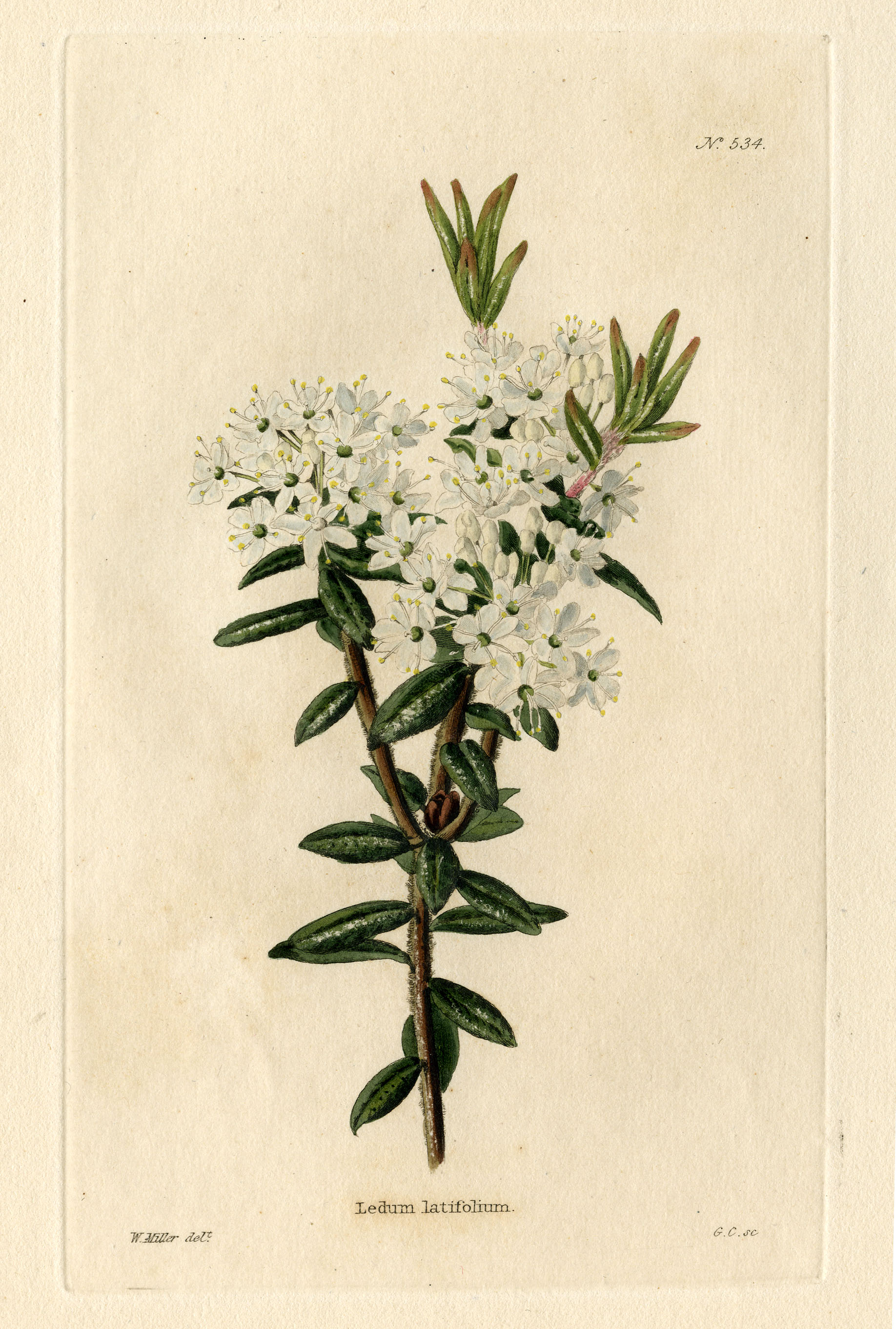

شاي لبرادور اسم لستة أنواع من النباتات الخضراء الصغيرة من عائلة النباتات الخلنجية. تنمو في مناطق ويتلاند شمال أوروبا، وفي شمالي أمريكا الشمالية، والمنطقة شبه القطبية، وفي جرينلاند. تتميز أوراقها بالنعومة، وتحتوي على مادة ملطفة تستخدم في الشاي. تستخدم أوراق شاي اللبرادور أيضاً كبديل للمادة المخدرة في صنع الجعة. تُستخرج مادة التانين المستخدمة في دبغ جلود الحيوانات من أوراق هذا النبات.
تعرف أيضاً بشاي خليج هدسون وشاي هايدا.